# Kesavinakatte, Nagamangala
Kesavinakatte là một làng thuộc tehsil Nagamangala, huyện Mandya, bang Karnataka, Ấn Độ.